# ایگان (مینه‌سوتا)
ایگان، مینه‌سوتا (به انگلیسی: Eagan, Minnesota) یک شهر در ایالات متحده آمریکا است که در مینه‌سوتا واقع شده‌است.

## خصوصیات
ایگان ۸۶٫۵۸ کیلومترمربع مساحت و ۶۴٬۲۰۶ نفر جمعیت دارد و ۲۸۸ متر بالاتر از سطح دریا واقع شده‌است.

## نگارخانه

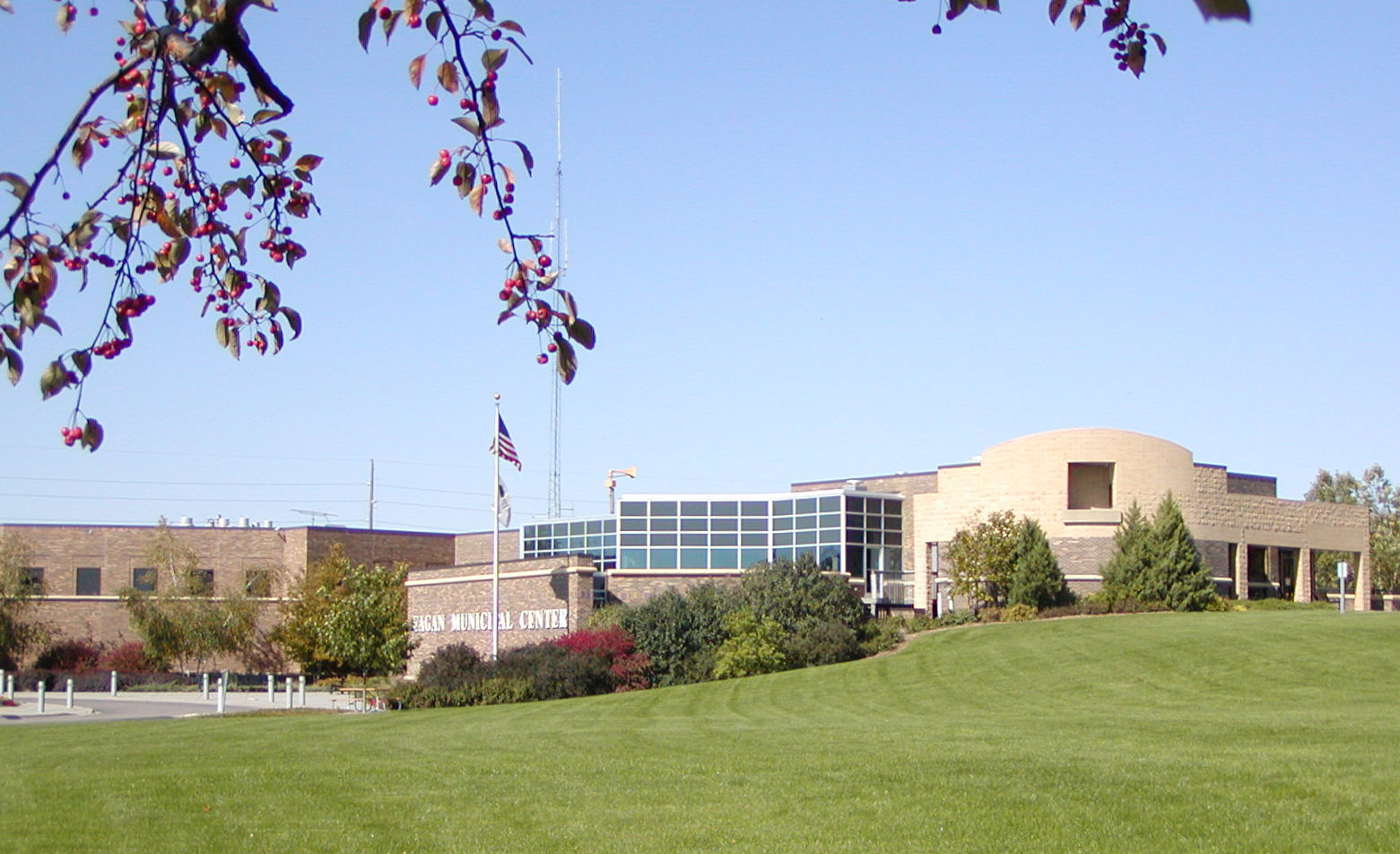
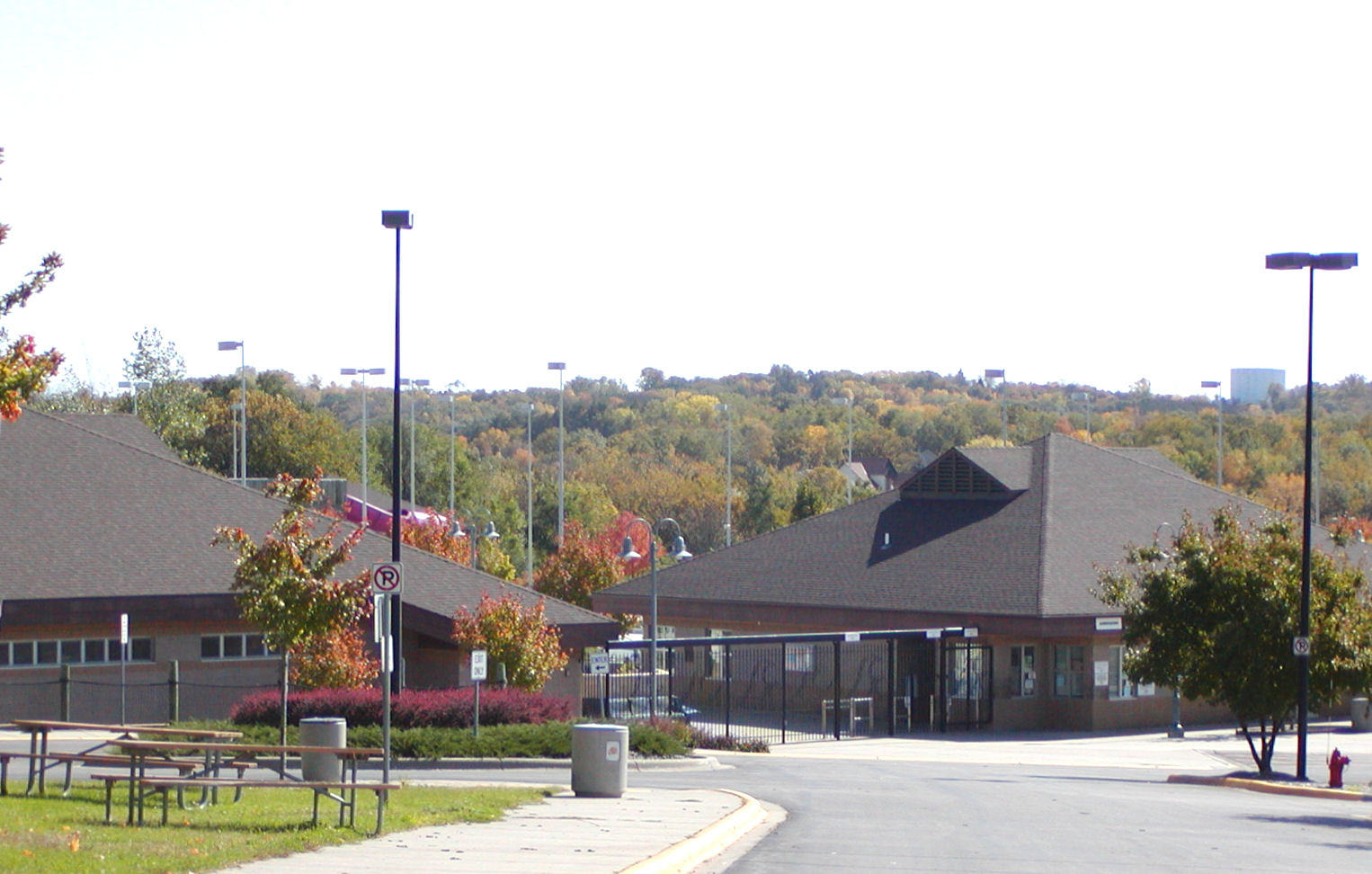
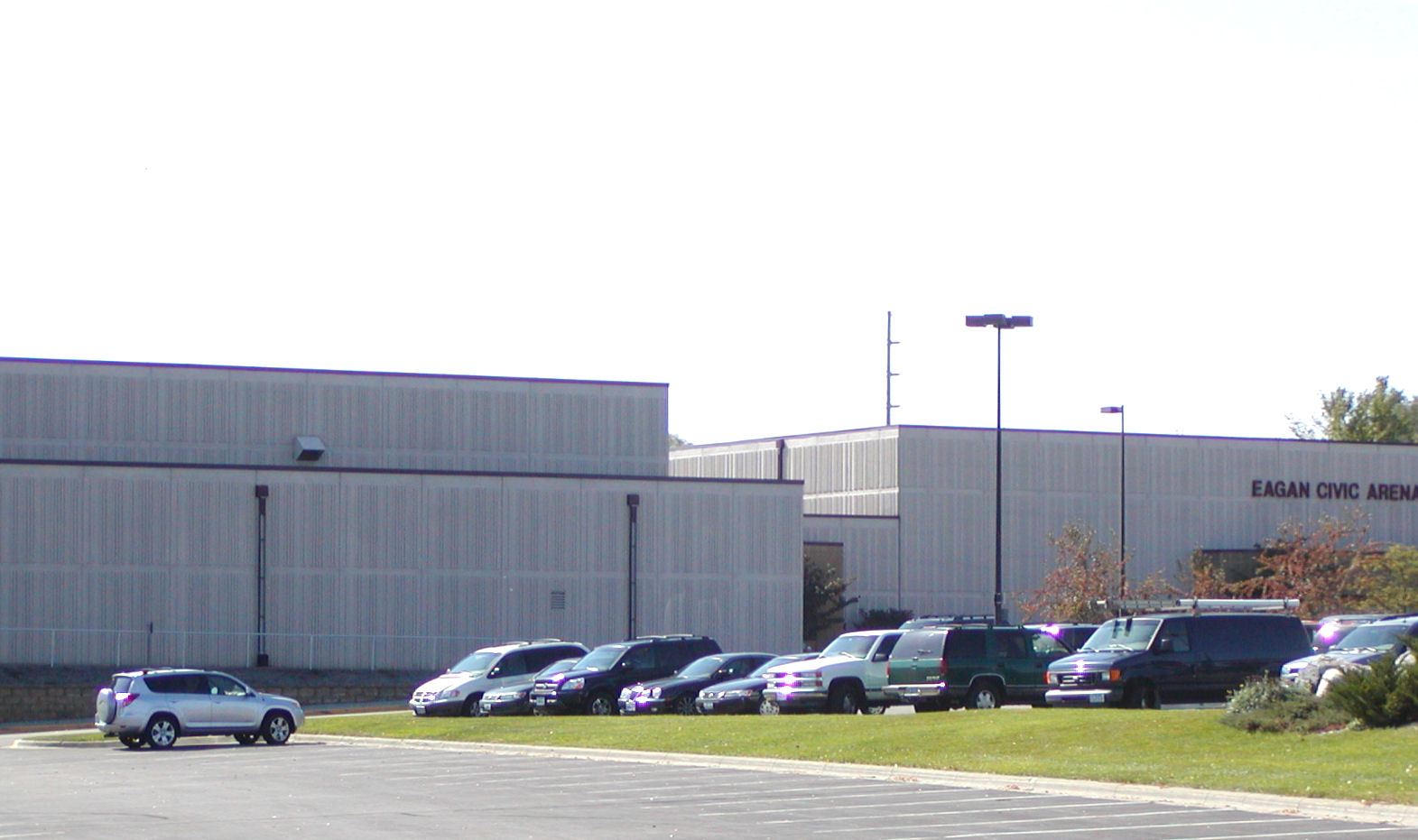